# Артур Мюльферштедт
Артур Фердинанд Август Мюльферштедт (нім. Arthur Ferdinand August Mülverstedt; 30 червня 1893 — 10 серпня 1941)— німецький офіцер, группенфюрер СС і генерал-лейтенант поліції.

## Біографія
Син фермера. 14 березня 1914 року вступив в 29-й піхотний полк «фон Горн». Учасник Першої світової війни, командир батальйону. Після закінчення війни 15 вересня 1919 року вступив у поліцію безпеки. Служив в Берліні, Айхе, Ерфурті. 11 серпня 1932 року переведений в охоронну поліцію, в 1933 році — в земельну поліцію і призначений командиром групи земельної поліції в Ганновері. 30 липня 1932 року вступив в НСДАП (квиток № 1 331 860). 16 березня 1935 року повернувся на службу в сухопутні війська, офіцер штабу, командир 1-го батальйону. 1 жовтня 1936 року знову перейшов в поліцію. З 1 січня 1937 року — заступник генерал-інспектора охоронної поліції Теодора Зіберта, з 20 квітня 1937 року генерал-інспектор. 20 квітня 1938 року зарахований в СС (посвідчення № 292 712). Не полишаючи посаду генерал-інспектора, під час Польської кампанії командував 5-ю групою поліції, що діяла в оперативній зоні 4-й армії. З березня 1940 року — командир тренувального військового табору в Вандені. 10 листопада 1940 року призначений командиром Поліцейської дивізії СС, на чолі якої взяв участь в німецько-радянській війні. Загинув під час артобстрілу. Мюльферштедт став першим генералом військ СС, які загинули під час Другої світової війни.

## Сім'я
14 травня 1921 року одружився з Анною Клаггес (30 жовтня 1896, Леер — 6 березня 1944, Берлін; загинула під час авіанальоту). Інга вступила в НСДАП того ж дня, що й чоловік (квиток №1 274 059). В шлюбі народились 3 дітей:
- Інга (18 квітня 1922)
- Марі-Луїза (5 березня 1925) — під час Другої світової війни працювала в Імперській службі праці.
- Клаас (10 липня 1927) — службовець люфтваффе.

## Звання
- Фанен-юнкер (14 березня 1914)
- Лейтенант (14 березня 1915)
- Оберлейтенант (20 червня 1918)
- Гауптман поліції безпеки (15 вересня 1919)
- Майор охоронної поліції (11 серпня 1932)
- Оберстлейтенант земельної  поліції (1933)
- Оберстлейтенант (16 березня 1935)
- Оберст охоронної поліції (1 жовтня 1935)
- Генерал-майор охоронної поліції (20 квітня 1937)
- Оберфюрер СС (20 квітня 1938)
- Бригадефюрер СС (20 квітня 1939)
- Генерал-лейтенант охоронної поліції (6 жовтня 1940)
- Группенфюрер СС (9 листопада 1940)

## Нагороди
- Залізний хрест 2-го і 1-го класу
- Нагрудний знак «За поранення» в чорному
- Королівський орден дому Гогенцоллернів, лицарський хрест з мечами (27 вересня 1918)
- Почесний хрест ветерана війни з мечами
- Медаль «За вислугу років у Вермахті» 4-го, 3-го, 2-го і 1-го класу (25 років)
- Застібка до Залізного хреста 2-го і 1-го класу